# Angel Eyes (Willie Nelson)
Angel Eyes è il trentunesimo album in studio del cantante di musica country statunitense Willie Nelson, pubblicato nel 1984.

## Tracce
1. Angel Eyes
2. Tumbling Tumbleweeds
3. I Fall in Love Too Easily
4. Thank You
5. My Window Faces the South
6. Gypsy
7. There Will Never Be Another You
8. Samba for Charlie